# IAAF Golden League 2009
La IAAF Golden League 2009 è stata la dodicesima edizione della IAAF Golden League, circuito di meeting internazionali di atletica leggera organizzato dalla IAAF con cadenza annuale; è stata anche l'ultima, in quanto la Golden League sarà sostituita dalla Diamond League a partire dal 2010.

Svoltasi nel periodo fra giugno e settembre, ha visto la presenza di sei meeting, tutti nel continente europeo, all'interno dei quali - come di consuetudine - si sono svolte, assieme ad altre competizioni, le cinque specialità maschili e le cinque femminili valide per la conquista del jackpot, appannaggio degli atleti vincitori della stessa specialità in ognuna delle sei tappe della manifestazione. Tre atleti sono riusciti nell'impresa: l'etiope Kenenisa Bekele nei 5000 m, la statunitense Sanya Richards nei 400 m e l'astista russa Elena Isinbaeva la quale – nel corso della quinta tappa – ha anche stabilito un nuovo record del mondo.

## Le tappe

Sedi dei meeting della ÅF Golden League 2009

I sei meeting in programma si sono svolti nel periodo fra il 14 giugno e il 4 settembre 2009 in sei differenti città europee.
| # | Meeting                     | Sede                 | Paese    | Data        | Resoconto |
| - | --------------------------- | -------------------- | -------- | ----------- | --------- |
| 1 | Internationales Stadionfest | Berlino              | Germania | 14 giugno   | resoconto |
| 2 | Bislett Games               | Oslo                 | Norvegia | 3 luglio    | resoconto |
| 3 | Golden Gala                 | Roma                 | Italia   | 10 luglio   | resoconto |
| 4 | Meeting Areva               | Parigi - Saint-Denis | Francia  | 17 luglio   | resoconto |
| 5 | Weltklasse Zürich           | Zurigo               | Svizzera | 28 agosto   | resoconto |
| 6 | Memorial Van Damme          | Bruxelles            | Belgio   | 4 settembre | resoconto |

## Gli eventi
Sebbene in ogni meeting siano state organizzate varie competizioni, non tutte erano valide per il conseguimento del jackpot finale. Per l'anno 2009, infatti, le cinque specialità maschili e femminili sono state le seguenti:
| # | Uomini                 | Donne            |
| - | ---------------------- | ---------------- |
| 1 | 100 m                  | 100 m            |
| 2 | 400 m                  | 400 m            |
| 3 | 110 m hs               | 100 m hs         |
| 4 | 3000 m / 5000 m        | Salto in alto    |
| 5 | Lancio del giavellotto | Salto con l'asta |

## Il jackpot
Il jackpot di un milione di dollari è stato assegnato a quegli atleti che hanno vinto la loro specialità in tutti i sei meeting della manifestazione. In caso di più atleti con sei vittorie, come poi è effettivamente accaduto, il montepremi sarebbe stato diviso in parti eguali fra gli stessi. Nel caso nessun atleta avesse vinto tutte le sei prove in programma, un jackpot ridotto della metà sarebbe stato assegnato agli atleti con cinque vittorie.

Condizione necessaria per aver diritto alla riscossione del jackpot era la partecipazione alle World Athletics Final 2009.

## Risultati
Di seguito sono indicati i vincitori delle gare di ognuno dei sei meeting della manifestazione.

### Uomini
| Specialità             | ISTAF Berlino                 | Bislett Games Oslo         | Golden Gala Roma            | Meeting Areva Parigi - Saint-Denis  | Weltklasse Zurigo            | Memorial Van Damme Bruxelles |
| ---------------------- | ----------------------------- | -------------------------- | --------------------------- | ----------------------------------- | ---------------------------- | ---------------------------- |
| 100 m                  | Daniel Bailey 10"03           | Asafa Powell 10"07         | Tyson Gay 9"77              | Usain Bolt 9"79                     | Usain Bolt 9"81              | Asafa Powell 9"90            |
| 200 m                  | —                             | —                          | —                           | —                                   | —                            | Usain Bolt 19"57             |
| 400 m                  | Chris Brown 45"61             | Renny Quow 45"18           | Chris Brown 44"81           | Jeremy Wariner 45"28                | LaShawn Merritt 44"21        | Jeremy Wariner 44"95         |
| 800 m                  | —                             | Jurij Borzakovskij 1'44"42 | Alfred Kirwa Yego 1'45"23   | Ismail Ahmed Ismail 1'45"85         | David Lekuta Rudisha 1'43"52 | David Lekuta Rudisha 1'45"80 |
| 1500 m                 | Augustine Choge 3'29"47       | Collins Cheboi 3'36"24     | Asbel Kiprop 3'31"20        | —                                   | Augustine Choge 3'33"38      |                              |
| Miglio                 | —                             | Deresse Mekonnen 3'48"95   | —                           | —                                   | —                            | —                            |
| 3000 m / 5000 m        | —                             | Richard Bartale 7'50"58    | —                           | Kenenisa Bekele 7'28"64             | —                            | —                            |
| 3000 m / 5000 m        | Kenenisa Bekele 13'00"76      | Kenenisa Bekele 13'04"87   | Kenenisa Bekele 12'56"23    | —                                   | Kenenisa Bekele 12'52"32     | Kenenisa Bekele 12'55"31     |
| 110 m hs               | Dexter Faulk 13"18            | Antwon Hicks 13"41         | Dayron Robles 13"17         | Dexter Faulk 13"14                  | Dwight Thomas 13"16          | Ryan Brathwaite 13"30        |
| 400 m hs               | —                             | —                          | Kerron Clement 48"09        | —                                   | —                            | —                            |
| 3000 metri siepi       | —                             | —                          | —                           | Mahiedine Mekhissi Benabbad 8'13"23 | Ezekiel Kemboi 8'04"44       | Paul Kipsiele Koech 8'04"05  |
| Salto in lungo         | Godfrey Khotso Mokoena 8,33 m | —                          | Dwight Phillips 8,61 m      | —                                   | —                            | —                            |
| Salto triplo           | —                             | —                          | —                           | Phillips Idowu 17,17 m              | Nelson Évora 17,38 m         | —                            |
| Salto con l'asta       | —                             | —                          | —                           | Renaud Lavillenie 5,70 m            | —                            | —                            |
| Lancio del disco       | Gerd Kanter 67,88 m           | —                          | —                           | —                                   | —                            | —                            |
| Lancio del giavellotto | Tero Pitkämäki 86,53 m        | Tero Pitkämäki 84,63 m     | Andreas Thorkildsen 87,46 m | Andreas Thorkildsen 88,03 m         | Andreas Thorkildsen 91,28 m  | Tero Pitkämäki 86,23 m       |
| Staffetta 4×100 m      | Gran Bretagna 38"52           | —                          | —                           | —                                   | Giamaica 37"70               |                              |
| Staffetta 4×1500 m     | -                             | —                          | —                           | —                                   | —                            | Kenya 14'36"23               |

In grassetto le specialità valide per il jackpot
     Atleti vincitori del jackpot
     Atleti che sono stati in lizza per la vittoria del jackpot

### Donne
| Specialità        | ISTAF Berlino           | Bislett Games Oslo     | Golden Gala Roma                  | Meeting Areva Parigi - Saint-Denis | Weltklasse Zurigo            | Memorial Van Damme Bruxelles |
| ----------------- | ----------------------- | ---------------------- | --------------------------------- | ---------------------------------- | ---------------------------- | ---------------------------- |
| 100 m             | Kerron Stewart 11"00    | Kerron Stewart 10"99   | Kerron Stewart 10"75              | Kerron Stewart 10"99               | Carmelita Jeter 10"86        | Carmelita Jeter 10"88        |
| 400 m             | Sanya Richards 49"57    | Sanya Richards 49"23   | Sanya Richards 49"46              | Sanya Richards 49"34               | Sanya Richards 48"94         | Sanya Richards 48"83         |
| 800 m             | —                       | Claire Gibson 2'01"42  | Maggie Vessey 2'00"13             | Anna Willard 1'58"80               | —                            | Anna Willard 1'59"14         |
| 1500 m            | —                       | —                      | Maryam Yusuf Jamal 3'56"55        | —                                  | Maryam Yusuf Jamal 3'59'15   | —                            |
| 2000 m            | —                       | —                      | —                                 | —                                  | —                            | Gelete Burka 5'30"19         |
| 5000 m            | —                       | Meseret Defar 14'36"38 | —                                 | —                                  | —                            | —                            |
| 100 m hs          | Damu Cherry 12"76       | Damu Cherry 12"68      | Dawn Harper 12"55                 | Dawn Harper 12"68                  | Brigitte Foster-Hylton 12"46 | Brigitte Foster-Hylton 12"48 |
| 400 m hs          | —                       | —                      | Anna Jesień 54"31                 | Anna Jesień 54"37                  | —                            | —                            |
| 3000 m siepi      | —                       | Ruth Bosibori 9'18"65  | Gul'nara Samitova-Galkina 9'11"58 | —                                  | —                            | —                            |
| Salto in alto     | Ariane Friedrich 2,06 m | Blanka Vlašić 2,00 m   | Antonietta Di Martino 2,00 m      | Blanka Vlašić 1,99 m               | Blanka Vlašić 2,01 m         | Blanka Vlašić 2,00 m         |
| Salto con l'asta  | Elena Isinbaeva 4,83 m  | Elena Isinbaeva 4,71 m | Elena Isinbaeva 4,85 m            | Elena Isinbaeva 4,65 m             | Elena Isinbaeva 5,06 m       | Elena Isinbaeva 4,70 m       |
| Salto triplo      | —                       | —                      | —                                 | —                                  | —                            | Yamilé Aldama 14,27 m        |
| Getto del peso    | Nadine Kleinert 19,39 m | —                      | —                                 | —                                  | —                            | —                            |
| Staffetta 4×100 m | Gran Bretagna 43"18     | —                      | —                                 | —                                  | —                            | —                            |

In grassetto le specialità valide per il jackpot
     Atlete vincitrici del jackpot
     Atlete che sono state in lizza per la vittoria del jackpot

## Vincitori
I tre atleti in grado di aggiudicarsi tutte le sei tappe della manifestazione si sono divisi il jackpot di un milione di dollari.
| Atleta              | Nazionalità | Specialità       | Vittorie | Premio ($) |
| ------------------- | ----------- | ---------------- | -------- | ---------- |
| Kenenisa Bekele (2) | Etiopia     | 3000 m / 5000 m  | 6        | 333.333    |
| Sanya Richards (3)  | Stati Uniti | 400 m            | 6        | 333.333    |
| Elena Isinbaeva (2) | Russia      | Salto con l'asta | 6        | 333.333    |

Nessuno dei tre atleti è al primo successo: Kenenisa Bekele bissa il successo del 2006 (dove però aveva vinto solo in 5 meeting su 6), Elena Isinbaeva quello del 2007, mentre Sanya Richards - al terzo successo - aveva vinto in entrambe le edizioni.